# Dörmögő Dömötör (folyóirat)
Dörmögő Dömötör 3-7 éveseknek szóló gyermeklap, amelyet 1957-ben alapítottak és havonta jelent meg. Az újság nevét egy régi mesefigurától, Sebők Zsigmond Dörmögő Dömötör nevű mackójától kölcsönözték. A lap színes, magassága 15 cm, a korosztály számára befogadható rajzok és rövid szövegek találhatók benne.
A lap eredetileg a Magyar Úttörők Szövetsége 1957-86, az Állami Ifjúsági Lapkiadó 1986-91, 1991-től a Lutra Kiadó, 1993-tól pedig az Adoc-Semic gondozásában jelent meg. 2011 júniusától a Drize Kiadói Kft. vette át a kiadvány megjelentetését a felszámolás alatt levő Semic kiadótól. A lap jelenleg kéthavonta jelenik meg, minden páratlan hónap első hetében.

## A lap munkatársai

### Szerzők
Weöres Sándor, Kányádi Sándor, Gazdag Erzsi, Kálnay Adél, Csorba Győző, Csukás István, Lázár Ervin, Kántor Zsuzsa stb.

### Grafikusok
Réber László, Dargay Attila, Zsoldos Vera, Szakmáry László, Endrődi István, Somorjai Éva, Haui József, Őszi Zoltán, Szűcs Édua, Bartos Ildikó, Varga "Zerge" Zoltán, Madár Eszter, Koltai Éva, F. Györffy Anna, Stuiber Zsuzsa, Sóti Klára, Róna Emmy, Gábor Éva, Szávay Edit, Görög Júlia, Vadász György, Németh Alina stb.

### Szerkesztők
- Rákos Klára (1957–1972)
- Záhonyi Ede (1973–1985)
- Döbrentey Ildikó (1986–1990)
- Cser Gábor (1991–2014)

## Külső hivatkozások
- Dörmögő Dömötör
- Megszűnik a Dörmögő Dömötör kiadója 2011.